# Gloria Lago Cuadrado
Gloria Lago Cuadrado (nascuda a Vigo, Galícia, 12 de setembre de 1960) és una filòloga, professora i escriptora gallega. És presidenta de l'associació Galícia Bilingüe i Hablemos Español.

## Biografia
Resideix a Vigo, ciutat en la qual va néixer. Els estius de la seva infància i adolescència van transcórrer en diversos països d'Europa. A més de gallec i espanyol, parla anglès, francès i Alemany. Es va llicenciar en Filologia Anglesa i posteriorment es va especialitzar en Crítica literària. Des dels vint-i-quatre anys és professora de batxillerat, actualment en l'IES Santo Tomé de Freixeiro de Vigo.
Des de 2007 és presidenta de Galícia Bilingüe, associació ciutadana sense ànim de lucre que treballa a favor de la llibertat d'elecció de llengua a Galícia en l'ensenyament i l'administració.
En 2010 va publicar la novel·la El reloj de cuco. A més, redacta en un blog personal on reflecteix altres inquietuds, com la de difondre l'acció d'entitats que treballen per acabar amb el maltractament animal. Des de 2017 és presidenta de l'Associació Hablemos Español, que defensa els drets lingüístics dels hispanoparlants en tot Espanya.

## Galícia Bilingüe
Com a presidenta de Galícia Bilingüe, ha defensat els drets de la població gallega a «triar la llengua en què volen que els seus fills siguin educats». Des de la seva posició, també ha proclamat l'existència d'un suposat adoctrinament nacionalista en l'ensenyament i l'absència de bilingüisme en la comunicació i mitjans digitals de l'administració gallega. i l'absència de bilingüisme en la comunicació i mitjans digitals de l'administració gallega.
El seu activisme ha trobat l'oposició d'activistes nacionalistes i les crítiques de grups independentistes, contra els quals va reclamar protecció a les autoritats. En diverses ocasions va ser objectiu de boicots i amenaces derivades de les seves funcions a Galícia Bilingüe per part de grups ciutadans associats al moviment independentista gallec.

## Hablemos Español
L'objectiu de l'associació és «defendre els drets lingüístics dels hispanoparlants». Demanen que s'aprove una llei d'àmbit estatal que garanteixi l'elecció de llengua vehicular en l'ensenyament, que les administracions de les comunitats amb dos llengües oficials siguin bilingües, i que la competència professional estiga subordinada al coneixement de «l'altra llengua» —no especifiquen quina llengua és eixa «altra» en este punt—, però que no estiga subordinada al coneixement de les llengües oficials «autonòmiques».

## Polèmiques
Gloria Lago és coneguda per defensar obertament partits i associacions defensores de la unitat d'Espanya i contraris a les manifestacions culturals i lingüístiques perifèriques. El 2011 va insinuar que el Partit Popular de Galícia li havia ofert un lloc en les llistes de les eleccions gallegues del 2012, amb un escó assegurat. Dos anys més tard va valorar d'entrar en política, i van sonar els noms del PPdG i de UPyD com a possibles destins de la viguesa. Tanmateix, no va acabar en cap d'aquests partits.
El 2014 va qualificar de xenòfob Castelao en el seu blog personal, i als seus defensors de «talibans galaics». En la mateixa publicació va atacar la referència que les «llengües cooficials hagin de ser objecte d'especial respecte i protecció», pronunciada per Felip VI al seu discurs de proclamació.
El novembre de 2014 va ser encarregada de llegir el manifest «Libres e iguales» a Vigo, en contra de la consulta d'independència a Catalunya, el qual va qualificar d'«agressió a la democràcia» i de «mutilar els seus drets». La concentració va reunir una vintena de persones.
Aquell mateix mes va començar la campanya «Adopta un topónimo español», que atacava la llei de normalització lingüística gallega, aprovada per unanimitat el 1983, i que establia l'oficialitat dels topònims en gallec.
El gener de 2015 va definir l'Apalpador com a un «guarrillo pederasta» (‘porquet pederasta’) en el seu blog.